# Frans Francken II
Frans Francken II (Anversa, 6 maggio 1581 (battezzato) – Anversa, 6 maggio 1642) è stato un pittore e disegnatore fiammingo particolarmente eclettico che ha dipinto una vasta gamma di soggetti tra cui scene mitologiche e religiose, allegorie, scene di genere, nature morte, ritratti e collezioni d'arte.

## Biografia
Fu il pittore più rappresentativo della famiglia Francken, e appartenne alla terza generazione di artisti. Figlio di Frans Francken I, fu da questi istruito nell'arte della pittura. Seguì probabilmente ulteriori studi presso lo zio Hieronymus a Parigi.

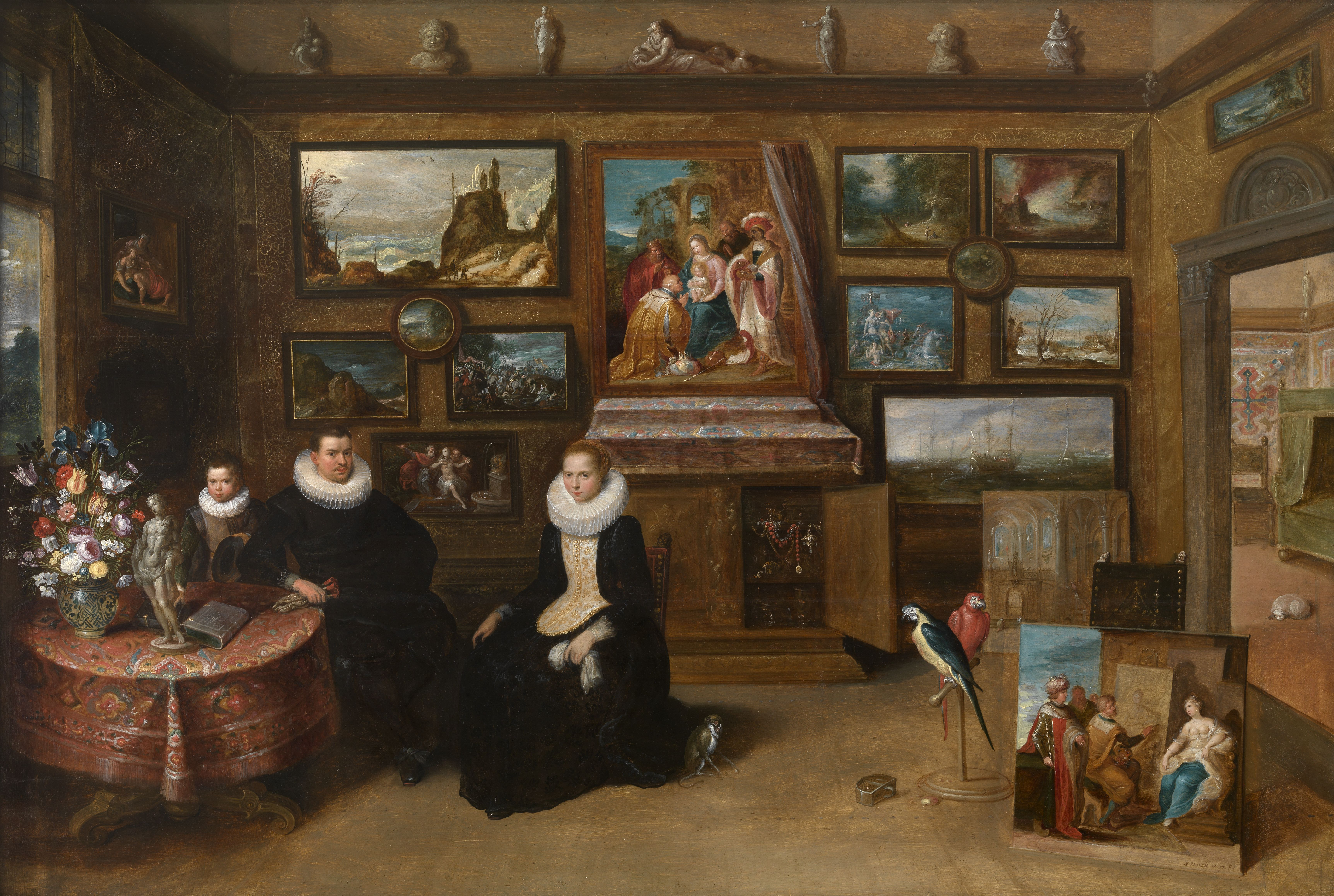
Sebastiaan Leerse nella sua personale galleria d'arte

Nel 1605 entrò a far parte della Corporazione di San Luca d'Anversa, divenendone decano nel 1614.
Lavorò inizialmente con uno stile simile a quello del padre, ma presto ne elaborò uno suo personale caratterizzato da flessibilità della composizione, brillantezza d'esecuzione, utilizzo di colori caldi ed intensi, rappresentazione di forme aggraziate, passando poi con gli anni, dall'uso di impasti spessi a vernici sottili e ad un tocco più libero ed un colorito più chiaro (vedi Il figlio prodigo e Solone e Creso). 
Inoltre le sue opere erano generalmente di dimensioni inferiori e più affollate di quelle del padre.

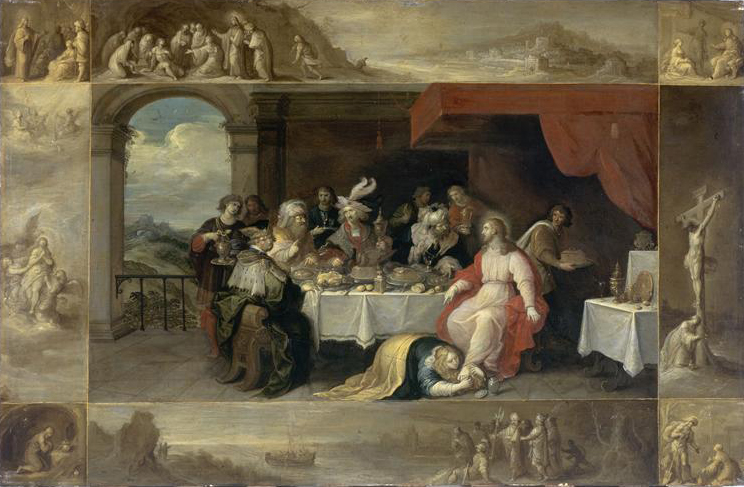
Il pranzo da Simone (1637)

Pittore eclettico, dipinse quadri a soggetto mitologico, storico, religioso, allegorico, di genere, nature morte di fiori e frutta, ritratti, architetture e "quadri da studiolo" (kunstgalerijen). Si specializzò infatti in quadri di piccolo e medio formato rappresentanti scene bibliche e numerosi soggetti mitologici e storici, realizzati per la creazione di gallerie d'arte personali e addirittura ci restano alcuni suoi quadri rappresentanti queste gallerie stesse, come ad esempio nel Cabinet d'amateur de Sébastien Leerse, presso il Koninklijk Museum voor Schone Kunsten ad Anversa, dove l'autore rappresenta Sebastiaan Leerse nella sua galleria d'arte personale. Quest'ultimo soggetto, introdotto proprio dal Francken nella pittura fiamminga e da lui proposto in numerose versioni, non prive di implicazioni di carattere morale e religioso, influenzò le opere di Peter Paul Rubens, Jan Brueghel il Vecchio e David Teniers il Giovane. Francken introdusse anche un altro tema nella pittura fiamminga, recante un messaggio moralistico: le cosiddette cucine delle scimmie, allegorie in cui scimmie presentano atteggiamenti umani. Questo soggetto divenne popolare tra i pittori fiamminghi della successiva generazione. Dipinse piccoli quadri a soggetto religioso, per ornare i cassettini e gli sportelli dei medaglieri e dei monetieri.

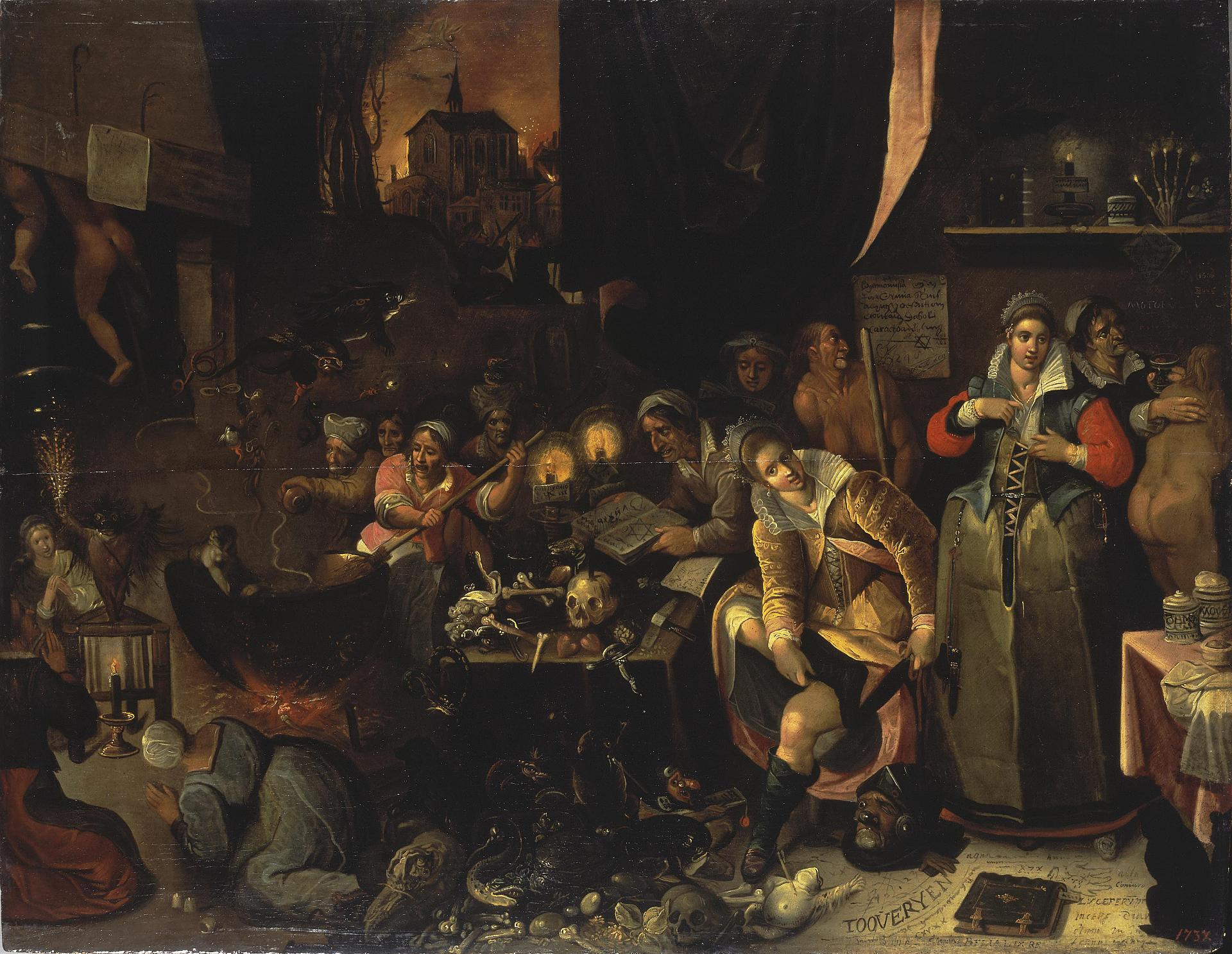
La cucina delle streghe

Eccelse nelle rappresentazioni a grisaglia, che eseguiva tutt'intorno al quadro principale a colori e che rappresentavano eventi secondari (vedi ad.es. Il pranzo da Simone). Caratteristico il suo modo di eseguire gli occhi dei personaggi a partire da punti neri nei volti finemente cesellati (vedi Il trionfo d'Anfitrite).
Lavorò in collaborazione con altri artisti, spesso specialisti in paesaggistica ed architettura, inserendo nelle loro opere le figure, come ad esempio Abraham Govaerts, Jasper van der Lanen, Daniel Seghers, Andries Daniels e Bartholomeus van Bassen.
Fino alla morte del padre, avvenuta nel 1616, era solito firmare le sue opere con De Jonge Frans Francken (Frans Francken il Giovane), successivamente dopo il 1628 circa, quando il figlio Frans iniziò a dipingere, modificò la sua firma in De Oude Frans Francken (Frans Francken il Vecchio), come suo padre. La presenza degli stessi nomi e quindi delle stesse iniziali nelle tre generazioni di pittori della famiglia Francken e la mancanza delle firme o delle iniziali in vari dipinti, rese perciò difficoltosa l'attribuzione delle opere ai vari membri della famiglia.

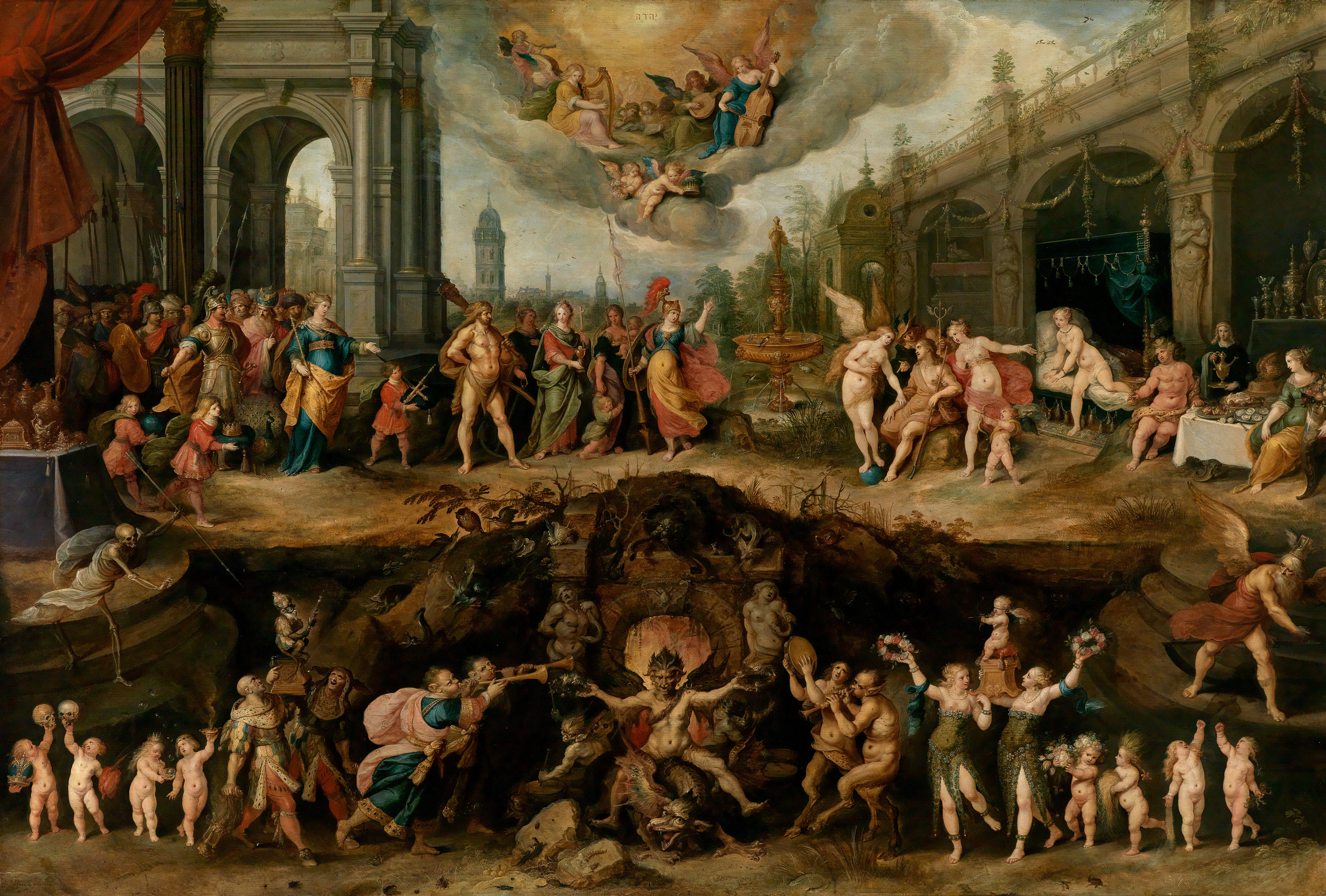
La scelta tra la Virtù e il Vizio

Il suo studio, presso cui lavoravano figli e generi ed altri apprendisti, produsse una gran quantità di opere, tra cui, oltre agli originali, anche copie dei quadri dell'artista.

## Opere
- La crocifissione di Cristo, olio su tavola, 57 × 41 cm, 1606, Kunsthistorisches Museum, Vienna[7]
- Sabba delle streghe, olio su tavola, 56 x 83,5 cm, 1607, Kunsthistorisches Museum, Vienna[8]
- Incoronazione di Spine, Trittico, 1608, Chiesa di San Giacomo, Anversa[9]
- Visita di Maria a Elisabetta, 1617, Chiesa di San Paolo, Anversa[10].
- Il figliol prodigo, olio su tavola, 61 × 85 cm, 1600-1620, Rijksmuseum, Amsterdam[11]
- L'idolatria di Re Salomone, olio su tavola, 77,15 x 109,22 cm, 1622, Getty Museum, Los Angeles[12]
- Paesaggio con allegorie dei quattro elementi, olio su tavola, 52,71 x 81,28 cm, 1635, Getty Museum, Los Angeles, figure di Frans Francken II e paesaggio di Jan Brueghel il Giovane[13]
- Galleria d'arte e curiosità, olio su tavola, 86,5 × 120 cm, 1636, Kunsthistorisches Museum, Vienna[14]
- Il pranzo da Simone, olio su tavola, 55 x 83 cm, 1637, Museo di belle arti, Rennes
- Il trionfo di Nettuno ed Anfitrite, olio su tavola, 65 x 90 cm, collezione privata[15]
- Il trionfo di Anfitrite, olio su rame, 30 x 41 cm, Museo del Prado, Madrid[16]
- Sebastiaan Leerse nella sua galleria d'arte personale, olio su tavola, 77 x 114 cm, Koninklijk Museum voor Schone Kunsten, Anversa
- Epifania, Rijksmuseum, Amsterdam[4]
- Maria Maddalena e Cristo, Chiesa di Notre Dame, Bruges[4]
- La calunnia di Apelle, Gemäldegalerie Alte Meister, Dresda[4]
- Solone e Creso, olio su rame, 55 x 72,5 cm, Museo del Louvre, Parigi[4][17]
- Cabinet d’amateur con asini iconoclasti, olio su tavola, Collezione della Società Economica, Chiavari
- Cabinet d’amateur con asini iconoclasti, olio su tavola, Koninklijk Museum voor Schone Kunsten, Anversa
- Atelier di un pittore, Musée des Beaux-Arts, Digione
- Cabinet d’amateur con asini iconoclasti, Galleria Nazionale d’Arte Antica, Roma